# Amora FC
Amora Futebol Clube – portugalski klub piłkarski, grający w Campeonato de Portugal (IV poziom rozgrywek), mający siedzibę w mieście Amora.

## Historia
Klub został założony 1 maja 1921 roku. W 1980 roku klub wywalczył swój premierowy awans do pierwszej ligi portugalskiej. Grał w niej przez trzy sezony i w sezonie 1982/1983 został zdegradowany do drugiej ligi.

## Sukcesy
- Segunda Divisão
  - zwycięstwo (2): 1979/1980, 1993/1994

- Terceira Divisão
  - zwycięstwo (1): 2000/2001

## Historia występów w pierwszej lidze
| Sezon     | Pozycja      | M  | Pkt. | Z  | R  | P  | GZ | GS |
| --------- | ------------ | -- | ---- | -- | -- | -- | -- | -- |
| 1980/1981 | 12.          | 30 | 25   | 10 | 5  | 15 | 38 | 51 |
| 1981/1982 | 11.          | 30 | 24   | 6  | 12 | 12 | 29 | 37 |
| 1982/1983 | 15. (spadek) | 30 | 18   | 6  | 6  | 18 | 23 | 55 |

## Reprezentanci kraju grający w klubie
Stan na czerwiec 2015.
| - Vítor Baptista - António Botelho - Valter Costa - José Henrique - Francisco Mário - Matateu - Rogério Matias - José Mendes - Jaime Mercês - Diamantino Miranda - Nascimento - Jorge Plácido - José Rafael - Francisco Rebelo - José Ribeiro | - Romeu - Arnaldo Silva - Jorge Silva - Carlos Fernandes - Zito - Jorge Baidek - Parfait Ndong - Bruno Fernandes - Jonas Mendes - Muhamed Malá Sanó - Ali Hassan - Cafú - Carlitos - Gbassay Sessay - Tueba Menayame |